# Diocesi di Cissa
La diocesi di Cissa (in latino Dioecesis Cissensis) è una sede soppressa e sede titolare della Chiesa cattolica.

## Storia
Scarsissime sono le notizie della diocesi che aveva sede nella città scomparsa di Cissa. Nell'alto Adriatico esistevano nella tarda antichità due città insulari di questo nome: una in Istria, nei pressi di Rovigno; e l'altra nei pressi di Novaglia sull'isola di Pago in Dalmazia. In passato gli autori si sono suddivisi nell'attribuire a queste due località l'antica Cissa; oggi sembra prevalere l'identificazione con Novaglia.
In passato inoltre, alcuni autori hanno messo in dubbio l'esistenza stessa di una diocesi a Cissa, per alcune varianti riportate dai manoscritti, dove, accanto alla lezione cissensis si trova anche quella cenetensis, con riferimento alla sede di Ceneda, l'odierna diocesi di Vittorio Veneto. Gli studi di Paschini e di Friedrich hanno dimostrato che la diocesi di Ceneda venne istituita dai Longobardi solo verso la fine del VII secolo o all'inizio dell'VIII.
Due vescovi sono attribuibili alla sede di Cissa. Vindemio presenziò al sinodo di Grado, celebratosi in epoca imprecisata tra il 571 ed il 577, e convocato dal patriarca di Aquileia Elia. Catturato dall'esarca Smaragdo, Vindemio fu condotto a Ravenna assieme ad altri vescovi perché abiurassero lo scisma tricapitolino. Ritornato in patria, sconfessò l'abiura forzata e prese parte al sinodo scismatico di Marano del 590 circa, convocato dal patriarca Severo.
Un vescovo di Cissa di nome Ursino sottoscrisse gli atti del sinodo romano del 680. Dopo questa data la diocesi scomparve, per la distruzione della città agli inizi dell'VIII secolo, forse per un terremoto con conseguente affondamento della città sotto il livello del mare.
Dal 1970 Cissa è annoverata tra le sedi vescovili titolari della Chiesa cattolica; dal 2 febbraio 2019 l'arcivescovo, titolo personale, titolare è Ante Jozić, nunzio apostolico in Georgia e Armenia.

## Cronotassi

### Vescovi
- Vindemio † (prima del 571/577 - dopo il 590)
- Ursino † (menzionato nel 680)

### Vescovi titolari
- Anastasio Hurtado y Robles † (13 luglio 1970 - 31 dicembre 1970 dimesso)
- Eurico Kräutler, C.Pp.S. † (26 aprile 1971 - 26 maggio 1978 dimesso)
- Alan Basil de Lastic † (9 aprile 1979 - 2 luglio 1984 nominato vescovo di Lucknow)
- Leopold Nowak (12 febbraio 1990 - 27 giugno 1994 nominato vescovo di Magdeburgo)
- Gilles Côté, S.M.M. (3 febbraio 1995 - 2 gennaio 1999 nominato vescovo di Daru-Kiunga)
- András Veres (5 novembre 1999 - 20 giugno 2006 nominato vescovo di Szombathely)
- Gianfranco Agostino Gardin, O.F.M.Conv. † (10 luglio 2006 - 1º novembre 2007 nominato arcivescovo, titolo personale, titolare di Torcello)
- James Douglas Conley (10 aprile 2008 - 14 settembre 2012 nominato vescovo di Lincoln)
- Gonzalo Alonso Calzada Guerrero (20 novembre 2012 - 20 ottobre 2018 nominato vescovo di Tehuacán)
- Ante Jozić, dal 2 febbraio 2019